# Società Sportiva Atletico Catania 1987-1988
Questa pagina raccoglie le informazioni riguardanti la Società Sportiva Atletico Catania nelle competizioni ufficiali della stagione 1987-1988.

## Rosa
| N. |                   | Ruolo | Calciatore         |
| -- | ----------------- | ----- | ------------------ |
|    | Italia (bandiera) | C     | Sebastiano Cantone |
|    | Italia (bandiera) | A     | Nunzio Di Somma    |
|    | Italia (bandiera) | C     | Claudio Grimaudo   |
|    | Italia (bandiera) | C     | Giancarlo Guidetti |
|    | Italia (bandiera) | D     | Vincenzo Iossa     |
|    | Italia (bandiera) | C     | Crescenzo Izzo     |
|    | Italia (bandiera) |       | La Rosa            |
|    | Italia (bandiera) | D     | Antonio Logozzo    |
|    | Italia (bandiera) | A     | Renato Lomasto     |
|    | Italia (bandiera) |       | Mangano            |
|    | Italia (bandiera) | D     | Filippo Marchionne |
|    | Italia (bandiera) | D     | Antonio Marletta   |

| N. |                   | Ruolo | Calciatore          |
| -- | ----------------- | ----- | ------------------- |
|    | Italia (bandiera) |       | Mirra               |
|    | Italia (bandiera) | P     | Giovanni Pescarella |
|    | Italia (bandiera) | C     | Giovanni Pecoraro   |
|    | Italia (bandiera) | D     | Sebastiano Pincio   |
|    | Italia (bandiera) |       | Portale             |
|    | Italia (bandiera) | C     | Corrado Provvidenti |
|    | Italia (bandiera) | D     | Francesco Santoro   |
|    | Italia (bandiera) | C     | Vito Sinopoli       |
|    | Italia (bandiera) | D     | Andrea Stimpfl      |
|    | Italia (bandiera) | A     | Luigi Tabita        |
|    | Italia (bandiera) |       | Vitali              |